# 或る殺人
『或る殺人』（あるさつじん 原題：Anatomy of a Murder）は、1959年制作のアメリカ合衆国のサスペンス映画。
ロバート・トレイヴァーの1957年の小説『錯乱』（原題：Anatomy of a Murder）をオットー・プレミンジャー監督、ジェームズ・ステュアート主演で映画化した。モノクロ作品。
本作はレイプを物語の争点に置いており、当時の映画でタブーだった"intercourse"（性行為）や"contraceptive"（避妊薬）といった言葉が使われたことでも知られている。
第32回アカデミー賞6部門にノミネート、第25回ニューヨーク映画批評家協会賞主演男優賞（ジェームズ・ステュアート）と脚本賞（ウェンデル・メイズ）、第20回ヴェネツィア国際映画祭 男優賞（ジェームズ・ステュアート）、第2回グラミー賞 映画・テレビサウンドトラック部門（デューク・エリントン）を受賞した。
2012年、アメリカ国立フィルム登録簿に登録された。スティーヴン・ジェイ・シュナイダーの『死ぬまでに観たい映画1001本』にも掲載されている。また、Rotten Tomatoesの支持率100%の映画のうちの１つでもある。

## ストーリー
ポール・ビーグラーはミシガン州検事を辞め弁護士に転じたものの、依頼がほとんどなく、魚釣りをして日々を悶々と過ごしていた。
そんなある日、彼は親友のパーネルからローラ・マニオンという女性を紹介される。ローラの夫で陸軍中尉のマニオンは、妻をレイプしたバーニーという男を射殺する事件を起こして起訴されていた。ローラは夫の弁護を依頼してきたのだ。
早速裁判が始まるが、検察側は中央から派遣されたベテラン検事ダンサーが担当、彼はローラが挑発的な女であるとして、次々と有力な証拠や証人を出し、ポールを追い詰める。ポールも負けずに証拠を集め、何とか無罪に持ち込もうとする。

## キャスト
| 役名             | 俳優                       | 日本語吹替                                              |
| 役名             | 俳優                       | NET版                                                   |
| ---------------- | -------------------------- | ------------------------------------------------------- |
| ポール           | ジェームズ・ステュアート   | 佐藤英夫                                                |
| ローラ           | リー・レミック             | 増山江威子                                              |
| マニオン         | ベン・ギャザラ             | 山内雅人                                                |
| パーネル         | アーサー・オコンネル       | 河村弘二                                                |
| メイダ           | イヴ・アーデン             | 幸田弘子                                                |
| メリー           | キャスリン・グラント       | 池田昌子                                                |
| ダンサー         | ジョージ・C・スコット      | 家弓家正                                                |
| スミス           | オーソン・ビーン           | 小林恭治                                                |
| パケット         | マーレイ・ハミルトン       | 寺島幹夫                                                |
| ミッチ           | ブルックス・ウェスト       | 大木民夫                                                |
| スロ             | ジョン・クレアン           | 宮内幸平                                                |
| ハーコート       | アレクサンダー・キャンベル | 吉沢久嘉                                                |
| ラシッド         | ネッド・ウェヴァー         | 小林清志                                                |
| バーク           | ジョセフ・カーンズ         | 上田敏也                                                |
| ミラー           | ドン・ロス                 | 渡部猛                                                  |
| 書記             | ロイド・ル・ヴァスール     | 諏訪孝二                                                |
| 判事             | ジョセフ・N・ウェルチ      | 巖金四郎                                                |
| 不明 その他      | N/A                        | 嶋俊介 加藤修 中島喜美栄                                |
| 日本語版スタッフ |                            |                                                         |
| 演出             | 演出                       | 小林守夫                                                |
| 翻訳             | 翻訳                       | 木原たけし                                              |
| 効果             | 効果                       | TFCグループ                                             |
| 調整             | 調整                       | 前田仁信                                                |
| 制作             | 制作                       | 東北新社                                                |
| 解説             | 解説                       | 淀川長治                                                |
| 初回放送         | 初回放送                   | 1971年7月4日 『日曜洋画劇場』 21:00-23:30 正味121分07秒 |